# Éric Coudray
Éric Coudray est un maître horloger français né le 17 février 1965.

## Biographie

### Formation
Issu d'une lignée d'horlogers, Éric Coudray se forme au LEP Jules Haag de Besançon, puis obtient le diplôme d’horloger rhabilleur au Technicum Neuchâtelois de La Chaux de Fonds, et celui de technicien en restauration d’horlogerie ancienne au Musée international d'horlogerie de La Chaux-de-Fonds.

### Carrière
Il travaille d'abord chez Jaeger-LeCoultre près de vingt ans, et y rencontre Maximilian Büsser (en). De 1989 à 2008, il participe à la mise au point et à la fiabilisation des calibres, notamment pour la Master Réveil, la Reverso Répétition Minutes et la Reverso Chronographe Rétrograde. Chez Jaeger-LeCoultre, il crée un atelier indépendant et développe à partir de 2001 le gyrotourbillon, inspiré par le mouvement créé par Anthony Randall.
En 2008 il travaille au sein d'une petite équipe chez Cabestan, qui réalise de 30 à 50 pièces par an.
Pour MB&F, en reprenant le mécanisme de l'échappement Albert H. Potter, puis pour Purnell, il crée le Sphérion, un tourbillon à trois axes, permettant d'atteindre une vitesse trois fois plus rapide que les autres tourbillons. Le Sphérion est associé, en 2021, au prix du Ballon d'or.
L'horloger est fréquemment considéré comme un génie dans son art,,. Pour Éric Coudray cependant, à une époque où le besoin de telles inventions est obsolète, l'art de l'invention devient plus important que la fonction de la mécanique elle-même : « la plupart des choses que je crée sont plus que de simples montres. Ce n'est pas seulement pour la performance et tout ça. C'est un exercice de style ».
Il intègre la société Tec Ebauches à Vallorbe en 2016 et poursuit depuis mars ses recherches de développements de mouvements au sein de la société PURTEC aux côtés de son acolyte Paul Clementi, prix Gaïa 2018 .

### Vie privée
Éric Coudray réside à Foncine-le-Haut. Il est marié et a deux enfants.

## Récompenses
- Concours international de chronométrie : 2e prix en 2009[2].
- Prix Gaïa en 2012[16].
- Prix du design au Geneva Time Exhibition de 2012[17],[2].